# Bahía Anchorage
Bahía Anchorage (en inglés: Anchorage Bay) es una pequeña bahía en el lado oeste de Bahía de la Fortuna, 4 km al sur de Cabo Best a lo largo de la costa de la isla San Pedro en el archipiélago de las islas Georgias del Sur. Fue nombrada por un personal de las Investigaciones Discovery en el período de 1929-30. Su nombre se debe a que permite un buen anclaje.